# Masurovci
Masurovci (cirill betűkkel Масуровци) egy falu Szerbiában, a Piroti körzetben, a Babušnica községben.

## Népesség
- 1948-ban 218 lakosa volt.
- 1953-ban 218 lakosa volt.
- 1961-ben 184 lakosa volt.
- 1971-ben 131 lakosa volt.
- 1981-ben 80 lakosa volt.
- 1991-ben 52 lakosa volt
- 2002-ben 28 lakosa volt,[1] akik közül 26 szerb (92,85%) és 2 ismeretlen.[2]